# Лоран Юльриш
Лоран Бернар Марі Юльріш (фр. Laurent Bernard Marie Ulrich; нар. 7 вересня 1951, Діжон, Франція) — французька прелат. Архієпископ Шамбері, Сен-Жан-де-Мор'єна та Тарантеза з 6 червня 2000 по 1 лютого 2008. Архієпископ-єпископ Лілля з 1 лютого по 30 березня 2008. 30 березня 2008 по 26 квітня 2022. Архієпископ Парижа з 26 квітня 2022 року.